# フランシス・キャロライン・フェアマン
フランチェス・キャロライン・フェアマン（Frances Caroline Fairman、1839年3月20日（洗礼日） – 1923年2月7日（葬礼日））は、イギリスの画家、イラストレーターである。王族や富裕層の愛犬などの肖像画を油彩や水彩で描いたことで知られていた。イギリスの有名な動物画家のエドウィン・ランドシーア（1802-1873）になぞらえて「レディー・ランドシーア（the Lady Landseer）」とも呼ばれた。

## 略歴
イングランド南部のケントのリンステッド(Lynsted)で生まれた。両親と5人の召使のいるリンステッドの邸で育った。 1861年までにロンドン市内のパディントンに移り、母親と暮らした。パリで画家のルイ・デシャン（Louis Deschamps: 1846-1902）に学んだ。1891年の国勢調査ではロンドンに住み、画家であると申告している。
人気のペットの画家になり、生涯に30点ほどの王室のペットを描いたとされ、当時の皇太子のエドワード7世のペットであるフォックステリアの「シーザー」も描いた。バッキンガム宮殿内のスタジオも利用した。1897年にはロンドンのクリフォード・ギャラリーで開かれたフェアマンの犬の肖像画の展示会を王室のプリンセスたちも訪れた。このころまでにアメリカや南米も旅した。
動物愛護に関するいくつかの逸話で知られていて1898年に、辻馬車の馬を鞭打った御者にフェアマンが抗議したために、馬が暴走し、別に馬車と事故を起こした。これを裁判所に訴えられ、敗訴し賠償を払った。
1923年にロンドンで亡くなった。葬儀ではイギリス国王エドワード7世の妃アレクサンドラから弔辞を添えたリースが贈られた。

## 作品

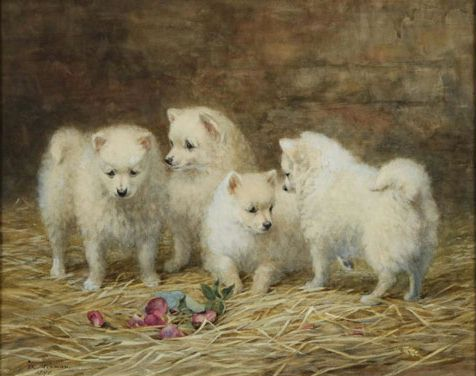
4匹のサモエドの子犬　(1896)
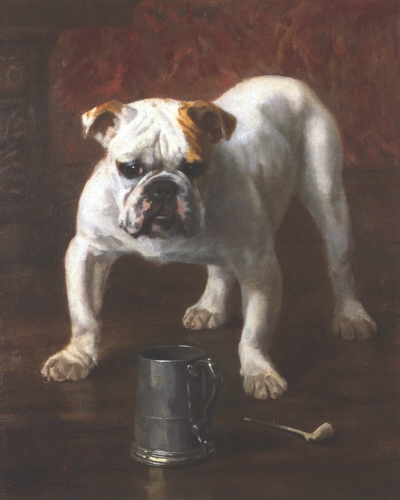
ブルドッグ　(1893)
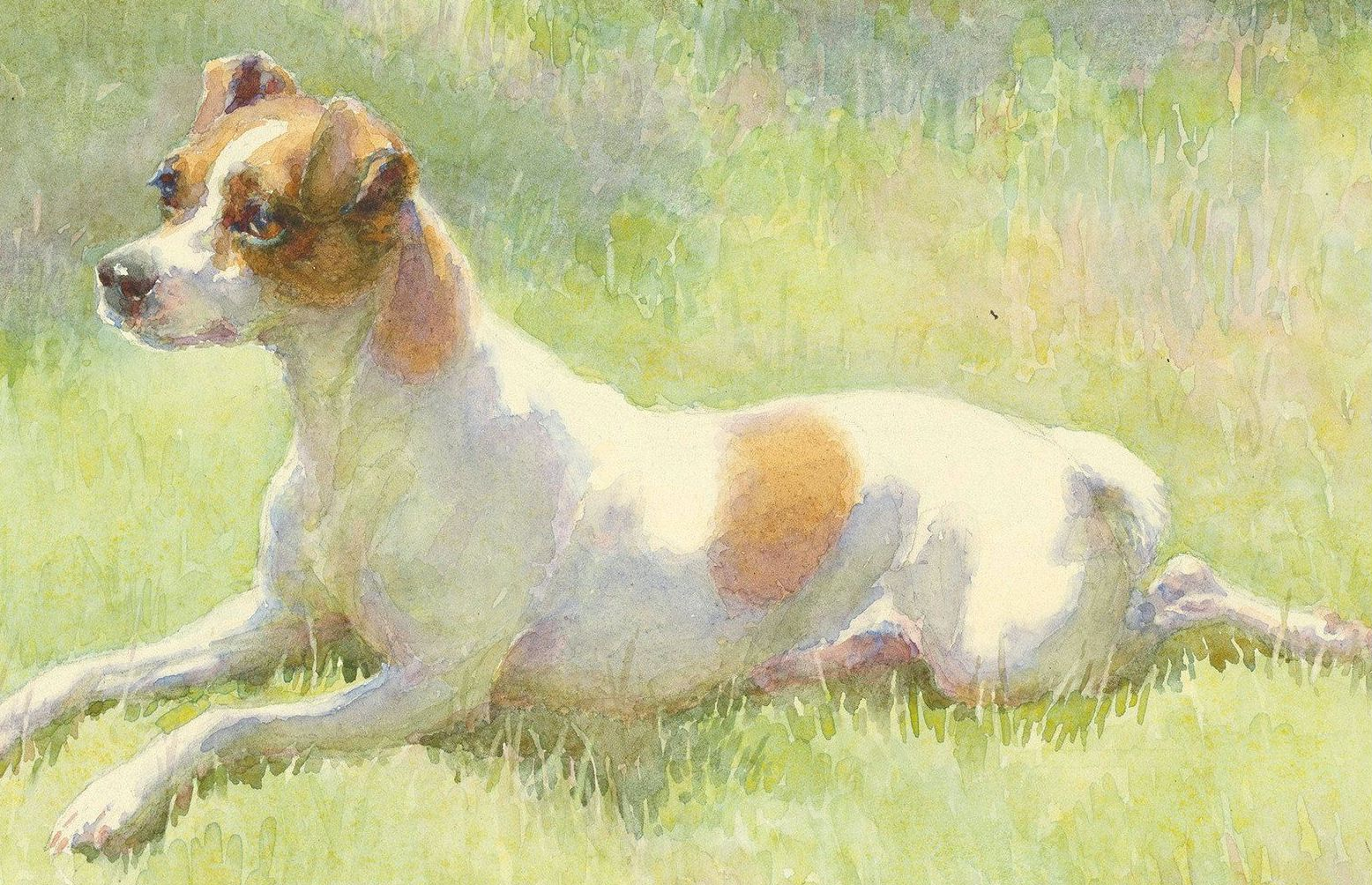
ヴィクトリア女王の愛犬 Spot（ショート・ヘアード・テリア）(1895)
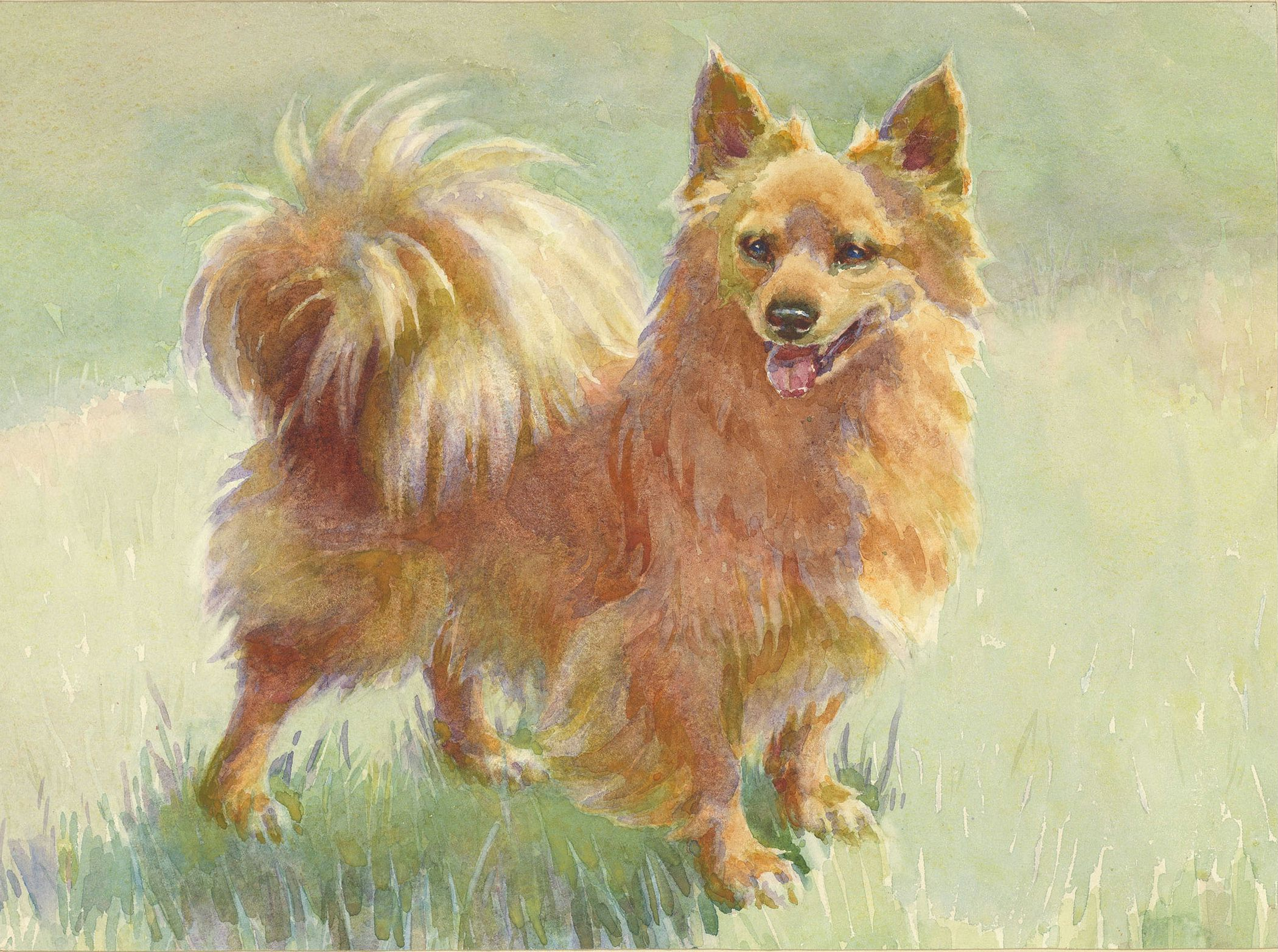
ヴィクトリア女王の愛犬 Marco（ポメラニアン）(1897)